# Argumento de Penrose-Lucas
El argumento de Penrose-Lucas es un argumento lógico parcialmente basado en una teoría desarrollada por el matemático y lógico Kurt Gödel. En 1931, demostró que toda teoría generada de manera efectiva capaz de probar aritmética básica o bien no es consistente o bien no es completa. Debido a la capacidad humana de entender la verdad de las oraciones de Gödel de un sistema formal, se argumenta que la mente humana no puede ser el resultado de un algoritmo generado por una Máquina de Turing ya que esta última no puede determinar la verdad de su oración de Gödel, mientras que la mente humana puede. El matemático Roger Penrose modificó el argumento en su primer libro sobre la consciencia: The Emperor's New Mind (1989), donde lo utilizó para sentar las bases de su teoría de la consciencia: la reducción objetiva orquestada.

## Trasfondo
Gödel demostró que cualquier teoría lógica que incluya una declaración de su propia consistencia es inconsistente. Para probarlo, él recurrió a la numeración de Gödel para construir una "oración de Gödel", la cual codifica una declaración de su propia incompletud: "Esta teoría no puede probar esta declaración"; o "No soy demostrable en este sistema". O bien este enunciado y su negación son ambos improbables (la teoría es incompleta) o bien ambos son demostrables (la teoría es inconsistente). En la primera eventualidad el enunciado es intuitivamente verdadero (ya que no es demostrable); de lo contrario, la declaración es intuitivamente falsa, aunque demostrable.
Penrose argumentó que si bien un sistema formal no puede demostrar su propia consistencia, los matemáticos humanos pueden intuir la verdad de los resultados no demostrables de Gödel. Él considera que esta disparidad significa que los matemáticos humanos no se pueden describir como sistemas formales (cuyos teoremas se pueden demostrar usando un objeto abstracto como una computadora) y, por lo tanto, ejecutan un algoritmo no computable. Afirmaciones similares sobre las implicaciones del teorema de Gödel fueron adoptadas originalmente por Turing a fines de la década de 1940, por el propio Gödel en su conferencia Gibbs de 1951, por E. Nagel y JR Newman en 1958, y posteriormente fueron popularizadas por el filósofo John Lucas en Merton College, Oxford en 1961.

La conclusión ineludible parece ser: los matemáticos no están utilizando un procedimiento de cálculo conocido para determinar la verdad matemática. Deducimos entonces que la comprensión matemática, el medio por el cual los matemáticos llegan a sus conclusiones, ¡no puede reducirse a un cálculo inconsciente!
-Roger Penrose

## Consecuencias
De ser correcto, el argumento de Penrose-Lucas crea la necesidad de comprender la base física del comportamiento no computable en el cerebro humano. La mayoría de las leyes físicas son computables y, por lo tanto, algorítmicas. Sin embargo, Penrose determinó que el colapso de la función de onda era el mejor candidato para un proceso no computable.
En la mecánica cuántica, las partículas son tratadas de manera diferente a los objetos de la mecánica clásica . Las partículas se describen mediante funciones de onda que evolucionan según la ecuación de Schrödinger . Las funciones de onda no estacionarias son combinaciones lineales de los estados propios del sistema, un fenómeno descrito por el principio de superposición . Cuando un sistema cuántico interactúa con un sistema clásico, es decir, cuando se realiza una observación, el sistema parece colapsar en un estado presumiblemente probabilístico.
Si el colapso es verdaderamente aleatorio, entonces ningún proceso o algoritmo puede predecir de manera determinista su resultado. Esto proporcionó a Penrose un candidato para la base física del proceso no computable que, según su hipótesis, existía en el cerebro. Sin embargo, no le gustaba la naturaleza aleatoria del colapso inducido por el medio ambiente, ya que la aleatoriedad no era una base prometedora para la comprensión matemática. Penrose propuso que los sistemas aislados aún pueden sufrir una nueva forma de colapso de la función de onda, a la que llamó reducción objetiva (OR).
Penrose buscó reconciliar la relatividad general y la teoría cuántica utilizando sus propias ideas sobre la posible estructura del espacio-tiempo. Sugirió entonces que en la escala de Planck el espacio-tiempo curvo no es continuo, sino discreto. Penrose postuló que cada superposición cuántica separada tiene su propia pieza de curvatura del espacio-tiempo, una ampolla en el espacio-tiempo. Penrose sugiere que la gravedad ejerce una fuerza sobre estas ampollas de espacio-tiempo, que se vuelven inestables por encima de la escala de Planck de {\displaystyle 10^{-35}{\text{m}}} y colapsar a sólo uno de los estados posibles. El umbral aproximado para OR está dado por el principio de indeterminación de Penrose:
{\displaystyle \tau \approx \hbar /E_{G}}
donde:
- {\displaystyle \tau } es el tiempo hasta que ocurre OR,
- {\displaystyle E_{G}} es la autoenergía gravitacional o el grado de separación del espacio-tiempo dado por la masa superpuesta, y
- {\displaystyle \hbar } es la constante de Planck reducida.

De este modo, cuanto mayor sea la energía del objeto, más rápido sufrirá OR y viceversa. Las superposiciones a nivel atómico requerirían alrededor de 10 millones de años para alcanzar el umbral OR, mientras que un objeto aislado de 1 kilogramo alcanzaría el umbral OR en 10 −37 s. Los objetos en algún lugar entre estas dos escalas podrían colapsar en una escala de tiempo relevante para el procesamiento neuronal.
Una característica esencial de la teoría de Penrose es que la elección de los estados cuánticos cuando se produce la reducción objetiva no se seleccionaría al azar (como se hace después del colapso de la función de onda ) ni algorítmicamente. Más bien, los estados son seleccionados por una influencia "no computable" incrustada en la escala de Planck de la geometría del espacio-tiempo. Penrose afirmó que dicha información es platónica, representando pura verdad matemática absoluta en la escala de Planck.

## Críticas
El argumento de Penrose-Lucas sobre las implicaciones del teorema de incompletitud de Gödel para las teorías computacionales de la inteligencia humana ha sido criticado por matemáticos, informáticos, y filósofos, siendo el consenso entre los expertos el de que el argumento no es completamente correcto de manera satisfactoria, con diferentes autores atacando distintos aspectos de este.
LaForte señaló que para saber la verdad de una oración de Gödel indemostrable, uno debe saber que el sistema formal es consistente (aunque este no fue el punto que Lucas trató de señalar); haciendo referencia a Benacerraf, trató de demostrar que los humanos no pueden probar que son consistentes, y con toda probabilidad los cerebros humanos son algoritmos inconsistentes que usan algún tipo de lógica paraconsistente, señalando supuestas contradicciones dentro de los propios escritos de Penrose como ejemplos. De manera similar, Minsky argumentó que debido a que los humanos pueden creer ideas falsas como verdaderas, la comprensión matemática humana no necesita ser consistente y la consciencia podría tener una base determinista. Penrose argumentó contra Minsky afirmando que los errores que cometen los matemáticos humanos son irrelevantes ya que son corregibles, mientras que las verdades lógicas son "verdades inexpugnables" para las personas. Los errores no implican directamente que la mente humana sea inconsistente per se: los organismos biológicos están sujetos a perturbaciones cognitivas, una memoria a largo plazo reducida y a cambios de atención; estos reducen nuestra capacidad de razonamiento y hacen que los humanos actuemos inconscientemente sin tener en cuenta todas las variables de un sistema.
Por lo tanto, se sostiene una disyunción: o bien la mente humana no es una computación de una Máquina de Turing, y por lo tanto tampoco es un procedimiento efectivo; o bien es producto de una Máquina de Turing inconsistente que podría estar razonando usando algún tipo de lógica paraconsistente.
Se ha utilizado una declaración análoga para mostrar que los humanos están sujetos a los mismos límites que las máquinas: "Lucas no puede afirmar esta fórmula de manera consistente". En defensa de Lucas, J.E. Martin y K.H. Engleman argumentaron en The Mind's I Has Two Eyes  que Lucas puede reconocer que la oración es verdadera, ya que hay un punto de vista desde el cual puede entender cómo la oración lo engaña. Desde este punto de vista, Lucas puede apreciar que no puede afirmar la oración y, en consecuencia, puede reconocer su verdad.